# Loup Verlet
Loup Verlet [lu vɛʁˈlɛ] (* 24. Mai 1931 in Paris; † 13. Juni 2019) war ein französischer Physiker, bekannt als Pionier der Computersimulationen von Flüssigkeiten auf molekularer Ebene (Molekulardynamik-Simulation).

## Laufbahn
Verlet studierte an der École normale supérieure (ENS) in Paris und wurde 1957 an der Sorbonne promoviert (Contribution à l'étude du modèle optique du noyau). Danach war er zwei Jahre am Massachusetts Institute of Technology bei Victor Weisskopf. Damals befasste er sich mit Elementarteilchenphysik, was er bei Maurice Lévy an der ENS fortsetzte. Als die Theoriegruppe der ENS an das neu gegründete Wissenschaftszentrum in Orsay umzog wandte er sich der numerischen Lösung von Integralgleichungen der mikroskopischen Theorie der Flüssigkeiten zu, so der HNC (hypernetted chain) Methode bei der Ornstein-Zernike-Gleichung und höheren Gleichungen, wozu Quanten-Monte-Carlo-Verfahren nötig waren.
1966 war er in der Gruppe von Joel Lebowitz in New York (Belfer Graduate School der Yeshiva University), wo es zu einer Zusammenarbeit mit Lebowitz und Jerome K. Percus kam mit einer grundlegenden Veröffentlichung zur molekularen Dynamik 1967, in der sie das mikrokanonische Ensemble bei konstanter Energie verwendeten. Verlet schlug in einer Arbeit von 1967 eine numerische Integrationsmethode in der Molekulardynamik (numerische Simulation der Newtonschen Bewegungsgleichungen von mehreren hundert Teilchen über ein Lennard-Jones-Potential) vor, die danach weite Verbreitung fand. Die vorherige Pionierarbeit zur Molekulardynamik von Flüssigkeiten mit Lennard-Jones-Potential von Aneesur Rahman (1964) war ihm bekannt und er behielt später auch gute Kontakte zu Rahman und Bernie Alder, die als weitere Pioniere der Molekulardynamik gelten. Die nach ihm benannte Methode wurde auch schon im Ansatz 1907 von Carl Størmer im Zusammenhang mit der Bewegung geladener Teilchen in magnetischen Feldern (Theorie der Polarlichter) und Astronomie (deshalb auch Störmer-Methode oder Verlet-Störmer-Integration, auch symplektischer Verlet-Algorithmus) und von anderen benutzt. Verlet fand später bei seiner Beschäftigung mit Wissenschaftsgeschichte, dass seine Methode direkt in Newtons Principia vorkam. Sein Algorithmus verwendete auch periodisch neu berechnete Nachbarschaftstafeln, was die Rechenzeit von {\displaystyle n^{2}} (bei {\displaystyle n} Teilchen) auf {\displaystyle n\cdot \ln(n)} reduzierte. In New York benutzte er den CDC-Hochleistungsrechner am Courant Institute.
Er war ab 1967 wieder in Orsay und wurde Forschungsdirektor des Centre national de la recherche scientifique (CNRS). Mit seinen Arbeiten in den 1960er Jahren ist er einer der Pioniere der Simulation von Flüssigkeiten mit molekularer Dynamik, die er mit seiner Gruppe in Paris ausbaute und auf viele Aspekte einfacher und komplexer Flüssigkeiten in klassischer und quantenmechanischer Behandlung anwandte. Dabei verwendete er seinen eigenen Algorithmus als auch verschiedene Monte-Carlo-Verfahren und kombinierte analytische Techniken und numerische.
Später wandte er sich, nachdem er sich auf Anregung des Psychoanalytikers und Mathematikers Daniel Sibony einer langjährigen Psychoanalyse unterzog, von der Physik ab, um sich der Wissenschaftsgeschichte zu widmen. In der Folge veröffentlichte er Bücher über Wissenschaftsgeschichte und Wissenschaftsphilosophie, unter anderem über Isaac Newton vor dem Hintergrund dreier gesellschaftlich-kultureller Revolutionen (Einführung des Parlamentarismus, Entwicklung des Kapitalismus und wissenschaftliche Revolution). Schließlich befasste er sich mit dem Klimawandel. Schon in den 1970er Jahren war er in der Aktivistengruppe Survivre et Vivre (u. a. mit Alexander Grothendieck) engagiert.
1971 erhielt er den Paul-Langevin-Preis.
Zu seinen Hobbys zählten Bergsteigen und Musik – er war ein sehr guter Pianist und Cellist.

## Schriften
- mit Lebowitz, Percus: Ensemble Dependence of Fluctuations with Application to Machine Computations, Phys. Rev., Band 153, 1967, S. 250, Abstract
- Computer experiments on classical fluids. I. Thermodynamical properties of Lennard-Jones molecules, Physical Review, Band 159, 1967, S. 98
- Computer experiments on classical fluids. II . Equilibrium correlation functions, Physical Review, Band 165, 1968, S. 201
- Computer experiments on classical fluids. III, Time-Dependent Self-Correlation Functions, Physical Review A, Band 2, 1970, S. 2514
- mit D. Levesque, J. Kürkijarvi: Computer experiments on classical fluids. IV, Transport Properties and Time-Correlation Functions of the Lennard-Jones Liquid near Its Triple Point, Physical Review A, Band 7, 1973, S. 1690
- La malle de Newton, Gallimard 1993
- Chimères et Paradoxes, Editions Cerf 2007
- mit anderen: Le changement climatique – Aubaine ou désastre ?, Éditions Cerf, 2007